# Асхат Жанбиров
Асхат Бахитули Жанбиров (каз. Асхат Бахытулы Жаңбыров; нар. 2 листопада 1991, Південно-Казахстанська область) — казахський борець греко-римського стилю, срібний призер чемпіонату Азії, бронзовий призер Універсіади. Майстер спорту Республіки Казахстан з греко-римської боротьби.

## Життєпис
Боротьбою почав займатися з 2004 року. У 2011 році став бронзовим призером чемпіонату Азії серед юніорів.
Тренер — Нурлан Дшилкайдаров.

## Спортивні результати на міжнародних змаганнях

### Виступи на Чемпіонатах світу
| Змагання                        | Збірна    | Вагова категорія                 | Місце |
| ------------------------------- | --------- | -------------------------------- | ----- |
| Чемпіонат світу з боротьби 2016 | Казахстан | греко-римська боротьба, до 71 кг | 18    |

### Виступи на Чемпіонатах Азії
| Змагання                       | Збірна    | Вагова категорія                 | Місце  |
| ------------------------------ | --------- | -------------------------------- | ------ |
| Чемпіонат Азії з боротьби 2016 | Казахстан | греко-римська боротьба, до 66 кг | Срібло |

### Виступи на Азійських іграх
| Змагання           | Збірна    | Вагова категорія                 | Місце |
| ------------------ | --------- | -------------------------------- | ----- |
| Азійські ігри 2014 | Казахстан | греко-римська боротьба, до 66 кг | 7     |

### Виступи на Кубках світу
| Змагання                    | Збірна    | Вагова категорія                 | Місце |
| --------------------------- | --------- | -------------------------------- | ----- |
| Кубок світу з боротьби 2016 | Казахстан | греко-римська боротьба, до 66 кг | 4     |

### Виступи на Універсіадах
| Змагання               | Збірна    | Вагова категорія                 | Місце  |
| ---------------------- | --------- | -------------------------------- | ------ |
| Літня Універсіада 2013 | Казахстан | греко-римська боротьба, до 66 кг | Бронза |

### Виступи на інших змаганнях
| Змагання                                    | Збірна    | Вагова категорія                 | Місце  |
| ------------------------------------------- | --------- | -------------------------------- | ------ |
| Кубок Президента Казахстану з боротьби 2012 | Казахстан | греко-римська боротьба, до 66 кг | Срібло |
| Кубок Президента Казахстану з боротьби 2013 | Казахстан | греко-римська боротьба, до 66 кг | Срібло |
| Міжнародний меморіал Дейва Шульца 2014      | Казахстан | греко-римська боротьба, до 71 кг | Бронза |
| Гран-прі Іспанії з боротьби 2014            | Казахстан | греко-римська боротьба, до 71 кг | Золото |
| Гран-прі Парижа з боротьби 2015             | Казахстан | греко-римська боротьба, до 71 кг | Срібло |
| Гран-прі FILA 2015                          | Казахстан | греко-римська боротьба, до 66 кг | 32     |
| Турнір Вехбі Емре і Гаміта Каплана 2015     | Казахстан | греко-римська боротьба, до 66 кг | 9      |
| Кубок Президента Казахстану з боротьби 2015 | Казахстан | греко-римська боротьба, до 66 кг | Срібло |
| Меморіал Болата Турлиханова 2018            | Казахстан | греко-римська боротьба, до 77 кг | 5      |
| Меморіал Олега Караваєва 2019               | Казахстан | греко-римська боротьба, до 82 кг | 16     |

### Виступи на змаганнях молодших вікових груп
| Змагання                                      | Збірна    | Вагова категорія                 | Місце  |
| --------------------------------------------- | --------- | -------------------------------- | ------ |
| Чемпіонат Азії з боротьби серед юніорів 2011  | Казахстан | греко-римська боротьба, до 66 кг | Бронза |
| Чемпіонат світу з боротьби серед юніорів 2011 | Казахстан | греко-римська боротьба, до 66 кг | 19     |